# Boven-Leeuwen
Pour les articles homonymes, voir Leeuwen.

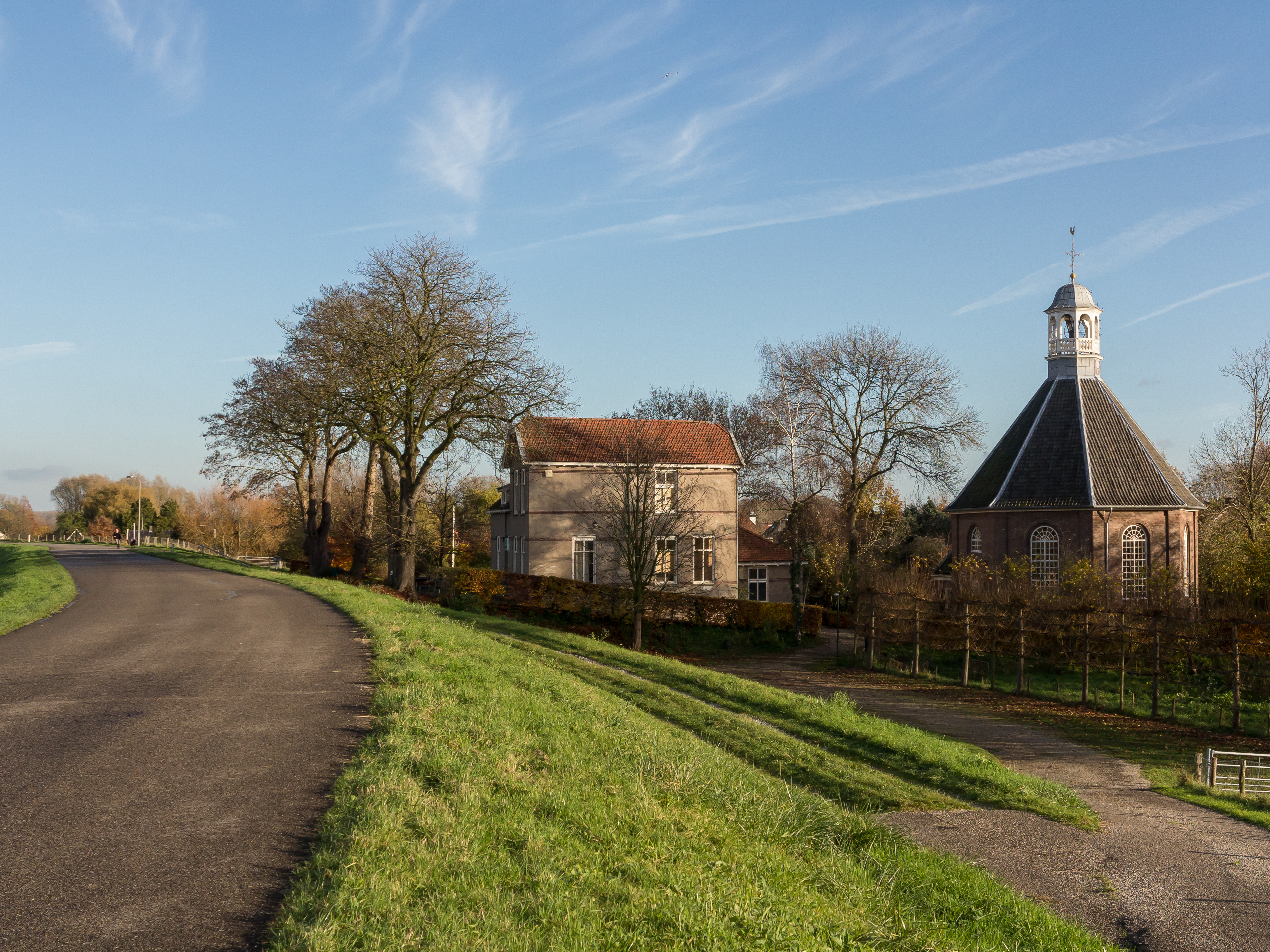
Boven-Leeuwen, église protestante derrière la digue

Boven-Leeuwen est un village appartenant à la commune néerlandaise de West Maas en Waal. Le village compte environ 2 200 habitants.
Jusqu'en 1818, Boven-Leeuwen formait avec Beneden-Leeuwen la commune de Leeuwen.